# Erik van Adelberg
Erik van Adelberg (Budel, 11 maart 1983) is een Nederlands voormalig voetballer, die in zijn carrière hoofdzakelijk uitkwam in het Nederlandse amateurvoetbal en twee seizoenen als prof bij FC Eindhoven speelde.

## Loopbaan

### Start bij Eindhoven
Van Adelberg begon zijn carrière bij FC Eindhoven. In de slotwedstrijd van het seizoen 2000/01 maakte hij als achttienjarige zijn debuut in het eerste elftal. Hij kwam op 26 mei 2001 in de uitwedstrijd tegen Telstar (1-1) vlak voor tijd als invaller in het veld voor Ties Konings.  
Daarna ging hij naar PSV waar hij in het seizoen 2001/02 in het hoogste jeugdelftal A1 speelde.
In het seizoen 2002/03 kwam hij uit voor Jong PSV dat toentertijd nog niet speelde in de Keuken Kampioen Divisie, maar in de beloftencompetitie met andere tweede elftallen van betaaldvoetbalclubs.

### Van PSV naar Eindhoven
Na twee jaar bij PSV keerde Van Adelberg terug bij FC Eindhoven, de tweede club uit de stad. Bij FC Eindhoven speelde Van Adelberg in totaal 60 competitieduels in de Eerste divisie. Op 22-jarige leeftijd kwam in 2005 een einde aan zijn profcarrière en hij ging bij de amateurs voetballen.

### Amateurvoetbal
In het seizoen 2005/06 sloot Van Adelberg aan bij VV Geldrop en een jaar later ging hij spelen bij VV UNA. Na vier seizoenen bij UNA stapte hij in 2010 over naar De Valk waar hij een jaar zou blijven. Bij deze drie clubs speelde hij in de Hoofdklasse, dat was toen de hoogste amateurklasse en het derde voetbalniveau in Nederland.
Na De Valk kwam hij nog drie jaar uit voor Schijndel waarna hij zijn carrière afsloot bij VV Gestel waar hij in november 2015 voortijdig vertrok.